# تپه پیر
تپه پیر مربوط به عصر آهن است و در شهرستان کوثر، بخش مرکزی، دهستان سنجبد شمالی، روستای سقاواز واقع شده و این اثر در تاریخ ۲۶ اسفند ۱۳۸۷ با شمارهٔ ثبت ۲۵۷۸۷ به‌عنوان یکی از آثار ملی ایران به ثبت رسیده است.